# سونيا رومو فيردسوتو
سونيا رومو فيردسوتو أوغسطينوس هي شاعرة إكوادورية. كانت العضوة الوحيدة في حركة تزانتزيسمو في الإكوادور خلال الستينيات.
هي القنصل الإكوادوري السابق في هايتي.

## أعماله
- رقة الهواء (بالإسبانية: Ternura del aire) (1963).
- أجرت سوزانا فريري غارسيا مقابلة معها عن كتاب: تزانتزيسمو، العطاء والوقاحة 2008 (بالإسبانية: Tzantzismo: tierno e insolente)، حيث ناقشت دورها في الحركة وتأثيرها وتأثيراتها على الثقافة الإكوادورية.